# Svetlana Jourova
Svetlana Sergueïevna Jourova (en russe : Светлана Сергеевна Журова), née le 7 janvier 1972 dans l'oblast de Léningrad, est une patineuse de vitesse russe devenue championne olympique à l'épreuve de 500 mètres lors des Jeux olympiques d'hiver de 2006 à Turin.

## Palmarès
- Jeux olympiques
  -  Médaille d'or sur 500 mètres aux Jeux olympiques d'hiver de 2006 à Turin
- Championnats du monde de sprint
  -  Médaille d'or en 2006 à Heerenveen

## Carrière politique
Depuis 2007, Svetlana Jourova siège à la Douma (chambre basse du parlement russe) comme élue du parti pro-gouvernemental Russie unie. 
Le 15 février 2022, Svetlana Jourova fait partie des 351 députés de la Douma à voter en faveur de la résolution no 58243-8 demandant au président Vladimir Poutine de reconnaître diplomatiquement les républiques populaires de Donetsk et de Lougansk. À ce titre, elle est sanctionnée par l'Union européenne le 23 février 2022 (soit le surlendemain de l'acceptation de la demande de la Douma). Depuis cette date, elle ne peut plus voyager dans l'UE, en recevoir de l'argent et ses avoirs potentiels y sont gelés.